# Tratado de Osimo
O Tratado de Osimo, assinado em 10 de novembro de 1975 pela República Socialista Federativa da Jugoslávia e pela Republica Italiana em Osimo dividiu o Território Livre de Trieste. O tratado foi escrito em francês e entrou em vigor em 11 de outubro de 1977.
O acordo foi baseado num "Memorando de Entendimento" que foi assinado em Londres em 1954, e que deu a administração civil provisória da Zona A do Território Livre de Trieste à Itália, e a Zona B à Jugoslávia. O tratado de Osimo tornou esta situação definitiva. A Zona A, incluindo a cidade de Trieste, tornou-se a Província de Trieste, da Itália, mas a Jugoslávia viu garantido o livre acesso ao porto de Trieste.
O ministério italiano dos Negócios Estrangeiros nunca esteve envolvido na negociação, conduzida quase exclusivamente por Eugenio Carbone, então Director-Geral do ministério da Indústria e Comércio, que assinou o tratado pelo governo italiano. Pela Jugoslávia o tratado foi assinado pelo ministro dos Negócios Estrangeiros Miloš Minić.